# Francisco-Javier Lozano Sebastián

Wappen von Francisco Javier Lozano Sebastián

Francisco-Javier Lozano Sebastián (* 28. November 1943 in Villaverde de Íscar) ist ein spanischer Geistlicher, emeritierter römisch-katholischer Erzbischof und Diplomat des Heiligen Stuhls.

## Leben
Der Kardinalpräfekt der Kongregation für außerordentliche kirchliche Angelegenheiten, Antonio Samorè, spendete ihm am 19. März 1968 die Priesterweihe für das Erzbistum Sevilla.
Papst Johannes Paul II. ernannte ihn am 9. Juli 1994 zum Titularerzbischof pro hac vice von Penafiel und zum Apostolischen Nuntius in Tansania. Die Bischofsweihe spendete ihm Kardinalstaatssekretär Angelo Sodano am 25. Juli desselben Jahres; Mitkonsekratoren waren Erzbischof Josip Uhač, Sekretär der Kongregation für die Evangelisierung der Völker, und Carlos Amigo Vallejo OFM, Erzbischof von Sevilla.
Am 20. März 1999 wurde er zum Apostolischen Nuntius in der Demokratischen Republik Kongo ernannt. Ab 2001 war er als Kurienerzbischof im Staatssekretariat des Heiligen Stuhls tätig und wurde am 4. August 2003 zum Apostolischen Nuntius in Kroatien ernannt. Papst Benedikt XVI. ernannte ihn am 10. Dezember 2007 zum Apostolischen Nuntius in Rumänien und Moldawien. Mit der Ernennung seines Nachfolgers Miguel Maury Buendía am 5. Dezember 2015 endete seine Amtszeit als Nuntius in Rumänien.